# وقایع‌نگاری یک مرگ ازپیش‌اعلام‌شده (فیلم)
وقایع‌نگاری یک مرگ از پیش اعلام شده (اسپانیایی: Crónica de una muerte anunciada‎) فیلمی به کارگردانی فرانچسکو روزی است که در سال ۱۹۸۷ منتشر شد.

## بازیگران
- اورنلا موتی
- جان ماریا ولونته
- ایرنه پاپاس
- آنتونی دلون
- روپرت اورت
- لوچا بوزه
- سیلوریو بلازی